# 佐藤良蔵
佐藤 良蔵（さとう りょうぞう、1924年 - 2013年）は、秋田県北秋田郡上小阿仁村八木沢集落最後のマタギ。限界集落八木沢の元自治会長。

## 来歴

### マタギとして
1924年（大正13年）、秋田県北秋田郡上小阿仁村字八木沢字西山下に生まれた。先祖は阿仁・根子マタギの組頭（伍長）善兵衛マタギ。集落に伝わる古文書「先祖代々記」によると、江戸時代後期の1813年（文化10年）、マタギ発祥の地とされる阿仁根子集落（北秋田市）から村田徳助ら若者3人が移住、定着した。佐藤は、そのうちの一人、佐藤七左衛門から数えて6代目にあたる。

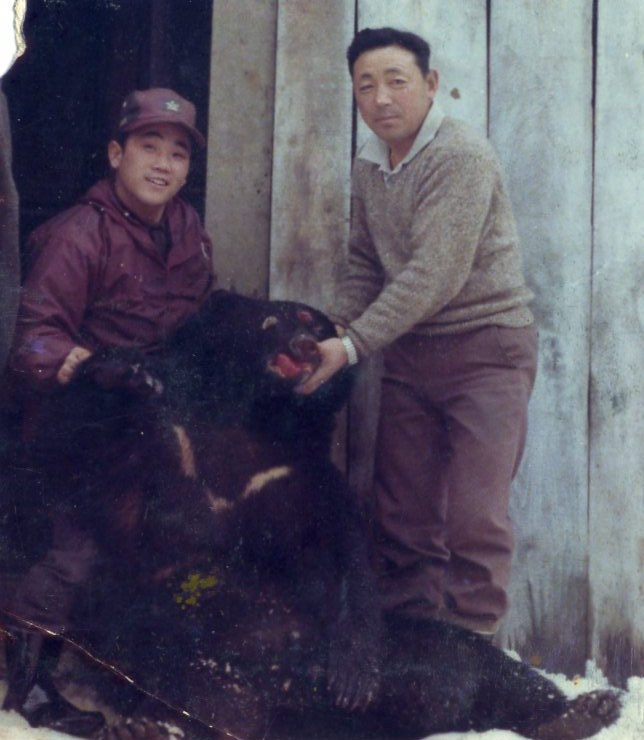
「山の主」と呼ばれた大クマを仕留めた佐藤（右）。1966年12月、上小阿仁村で撮影。

第二次世界大戦前から営林署で働いていた。1948年（昭和23年）、中国から復員し、再び営林署で働くようになったが、秋田杉の売れ行きがよかったために独立し、佐藤の木材会社はトラック7台、作業員20人の規模にまで成長した。10代から狩りを始め、木材会社を営むかたわら、村田銃を手に若い衆を引き連れて山に入って仕留めた獲物は百を超すといい、自宅には、クマ、テン、バンドリ（ムササビ）などの獣のはくせいや毛皮が飾られている。1966年12月、長男ら2人の若者を引き連れた佐藤は、体長約2メートル、体重200キロ越の「山の主」と呼ばれていた大グマを仕留めた。獲物の肉は集落の人々に振舞われたという。鉄砲の弾を自分で作り、「70余山」の山歴。
2009年（平成21年）春、渦模様が刻まれた黒い二連発銃を地元北秋田警察署に返納し、現役マタギを引退。息子は8人いたが、誰も後を継がなかったため、八木沢で200年続いた伝統的な狩猟文化は姿を消した。2012年8月29日、佐藤の申請に基づき、佐藤の所有する「八木沢マタギ狩猟用具」5点が上小阿仁村の有形民俗文化財第1号に指定された。三角柱形状と溝が特徴のマタギ熊槍は新潟県にかつてあったマタギ集落奥三面（村上市）で購入されて、七左衛門から佐藤まで代々受け継がれてきたとみられている。

### 自治会長として

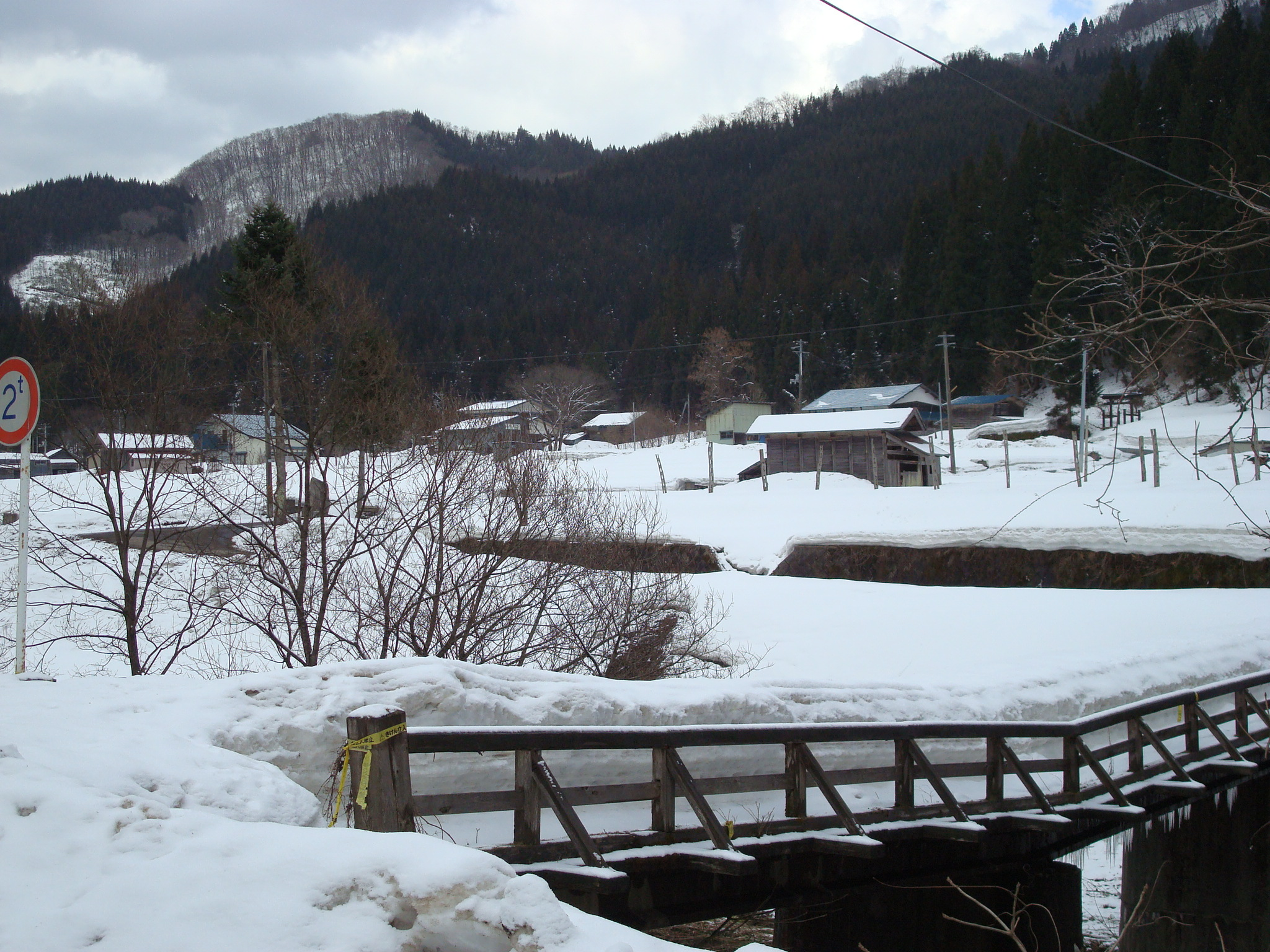
秋田県上小阿仁村八木沢集落。2010年3月撮影。

上小阿仁村が過疎化対策として採用した「地域おこし協力隊」の2人を限界集落八木沢地区の自治会長として受け入れ、荒れ放題だった田畑の復活や急病人の病院への搬送などを期待しているとし、「農地がよみがえり、今も脳裏に焼き付いている番楽が復活できれば夢のよう。2人の活躍が、住民生活に大きな刺激を与えている」と評価した。2012年、上小阿仁村で開かれた、地域おこし協力隊に関するシンポジウムに出席し、2人の活動を称える発言をした。2010年、上小阿仁村は山菜取り目的の入山者から入山料の徴収を始めたが、佐藤はそれに加えて、里山を守るためには「3本のうち2本は残す」「小さいのは採らない」などといった集落で守られてきたマナーを入山者に伝えることも大事だと訴えた。2012年、八木沢の棚田や蔵、廃校などを舞台にした芸術祭「大地の芸術祭　KAMIKOANI」が開かれた際には、集落が活性化することへの期待を表明した。

## 八木澤マタギを語る会
2009年春、佐藤はマタギを引退し、八木沢マタギは消滅した。同年夏、そのことを知った佐藤の三男である良美は、「八木澤マタギを語る会」を発足させた。良美は、小学生の頃は良蔵が仕留めた熊肉を集落の各戸に配り歩くなどしていたが、マタギは継がずに、大学卒業後は秋田市内の会社に就職していた。20代のころから山に入っていたが、狩ではなく希少鳥獣の生態を調べことを目的としていた。良美は、父の引退により八木沢の伝統文化が失われてしまうことを憂い、八木沢マタギの歴史や、ルーツに迫る調査を始めた。そして、「八木澤マタギを語る会」を発足させて、狩猟文化の歴史を後世に語り継ぐために、毎年10月15日を「八木沢マタギを語る日」として、2009年から佐藤の道具や仕留めた毛皮を使ったマタギの解説を秋田市の公民館などで開催している。

マタギ狩猟用具（上小阿仁村有形民俗文化財）
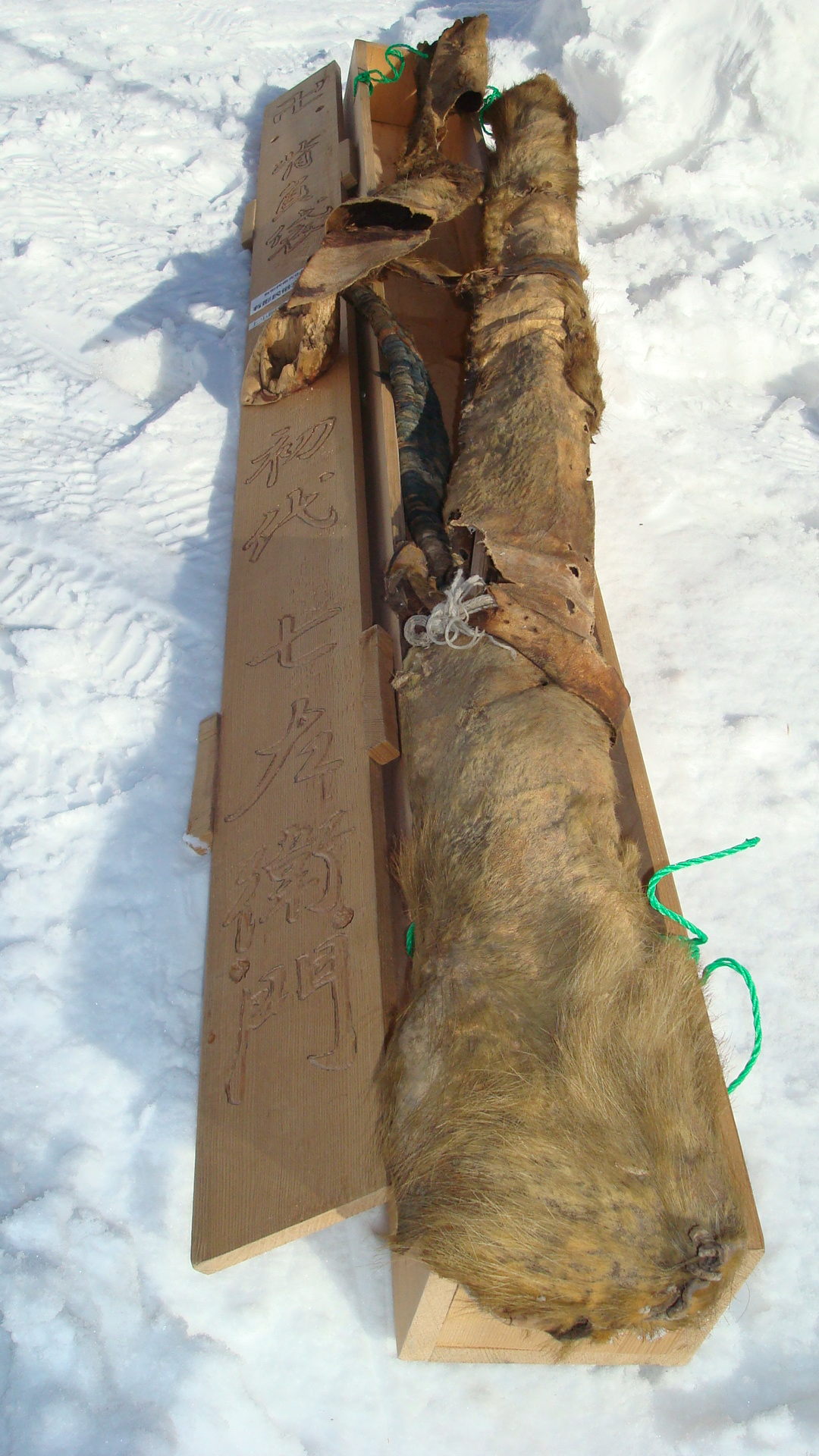
火縄銃の背負袋
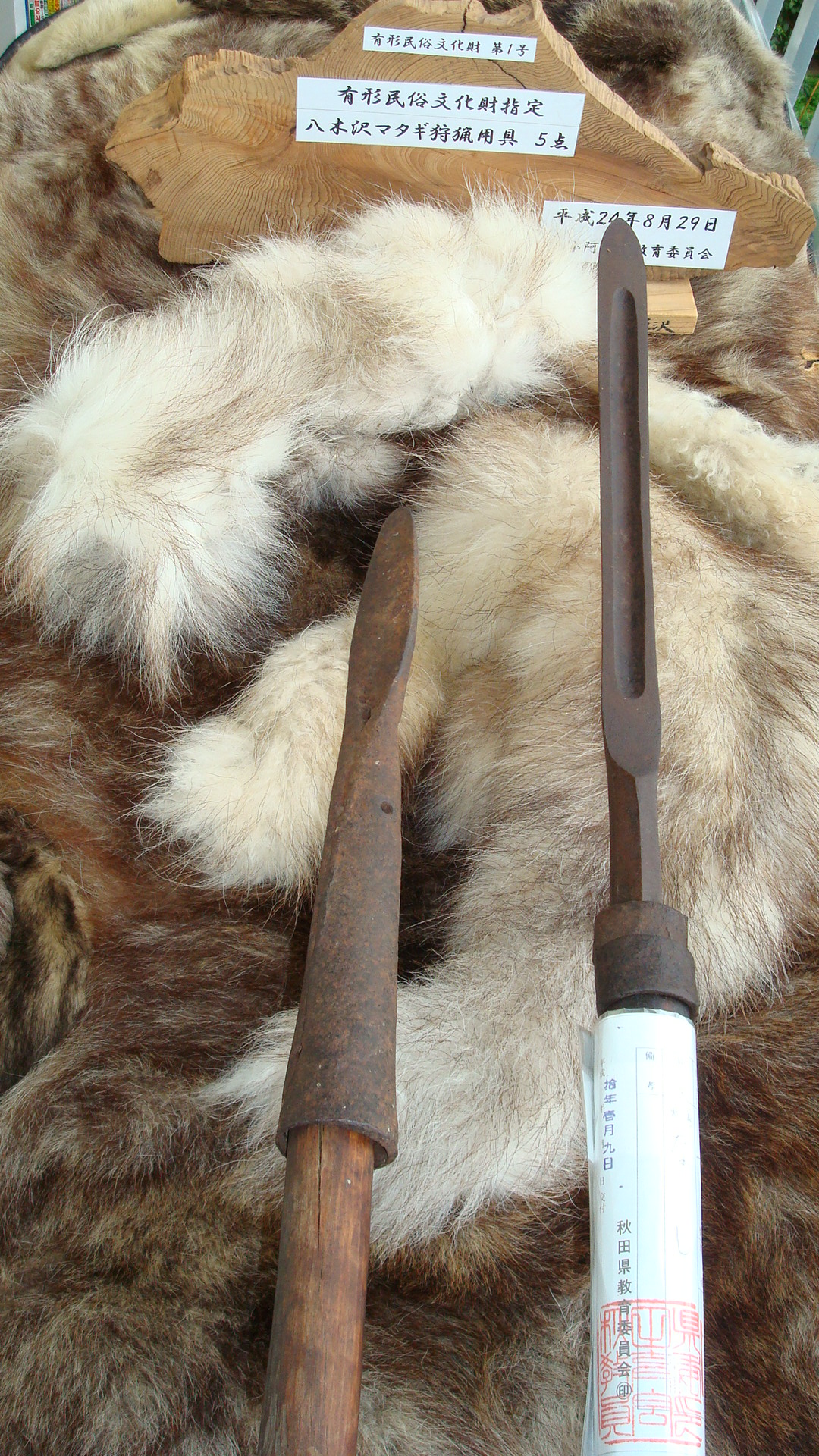
上小阿仁周辺で一般的なマタギ槍（左）と三角柱形状と溝が特徴のマタギ熊槍